# Dubonnet
Il Dubonnet è una bevanda alcolica ad uso aperitivo a base di vino liquoroso, erbe e spezie (tra le quali il chinino), avente una gradazione variabile tra il 14,8% e il 19%.
Dal 1976 è prodotto dalla Pernod Ricard e (su licenza per gli Stati Uniti) dalla Heaven Hill Distilleries

## Storia
Nel 1846 il governo francese bandì un concorso finalizzato alla creazione di una bevanda che invogliasse i soldati della legione straniera di stanza in Nord Africa ad assumere il chinino; tale estratto naturale, all'epoca fulcro della profilassi contro la malaria, è infatti di gusto molto amaro e non di rado i legionari, disgustati, rifiutavano di prendere le dosi loro assegnate.
Tra le ricette proposte venne scelta quella del chimico Joseph Dubonnet, che addizionò il chinino (tra l'altro) a cannella, chicchi di caffè verde, buccia d’arancia, camomilla e acquavite d’uva neutra. Ben presto il vin tonique au quinquina ("vino tonico al chinino", come era stato battezzato) superò l'ambito produttivo per il quale era stato pensato, diventando di consumo comune: alla sua pubblicizzazione collaborarono artisti quali Cassandre.

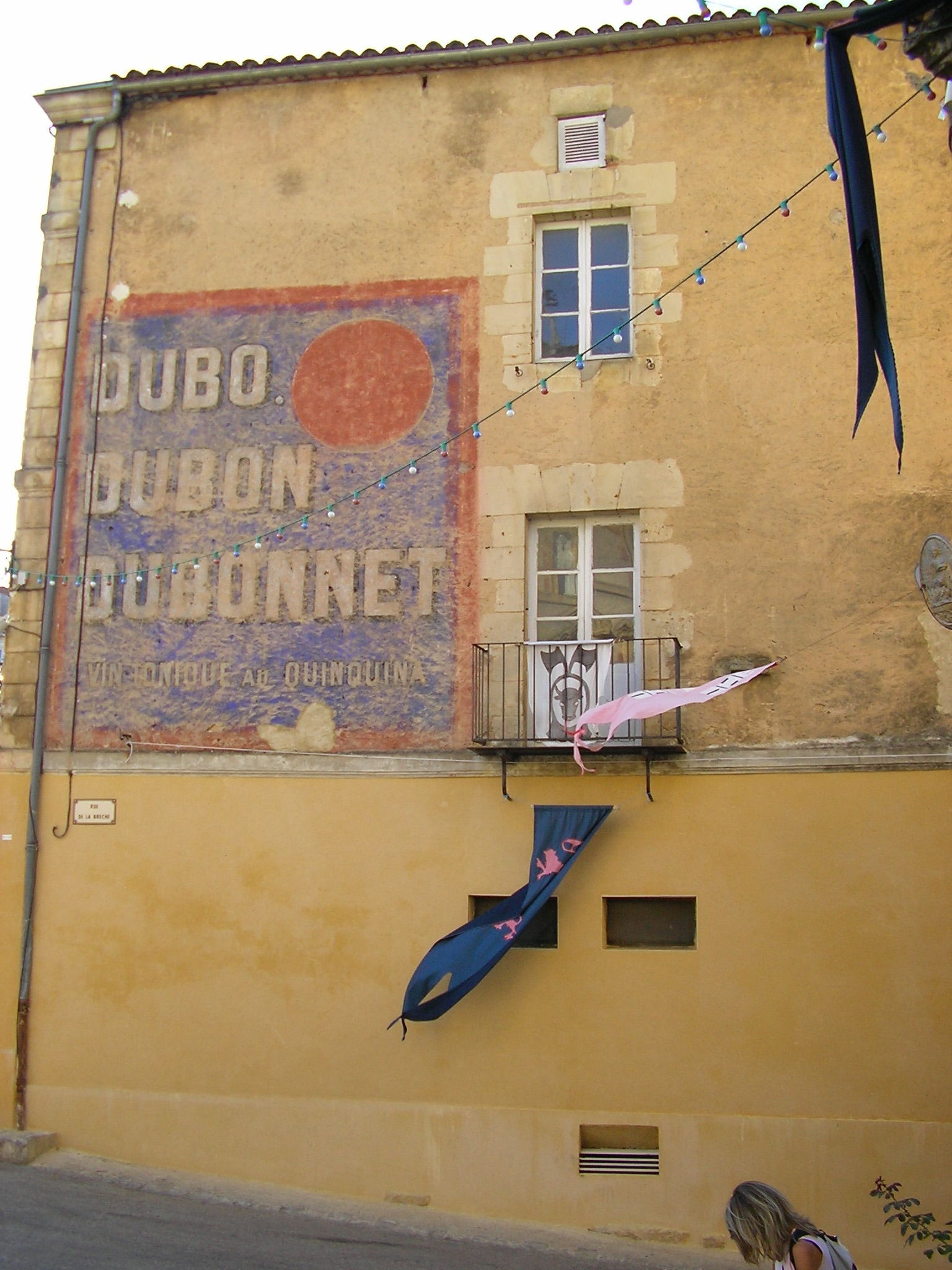
Pubblicità murale del Dubonnet realizzata da Cassandre

A seguito di una crisi di vendite, nel 1976 i diritti sul Dubonnet vennero rilevati dalla multinazionale Pernod Ricard, che oltre a rilanciarlo con una martellante campagna pubblicitaria (come testimonial venne ingaggiata Pia Zadora), affiancarono alla classica versione rossa una bianca (aromatizzata alla vaniglia) e una dorata (all'arancia).
Alla sua fama hanno cooperato anche alcuni consumatori celebri, come la Regina Madre Elisabetta del Regno Unito e la figlia Elisabetta II (amanti del Dubonnet Cocktail, addizionato di tre parti di gin, ghiaccio e una fetta di limone) e Nelson Rockefeller, che lo beveva puro on the rocks.

## Consumo
Oltre che puro e accompagnato con bevande aromatizzate al limone, il Dubonnet è ingrediente di vari cocktail, sia specifici (come lo Zaza, composto da Dubonnet, gin e bitter all'arancia, oppure Angostura) che varianti di altri più famosi (come il Dubonnet Negroni, in cui sostituisce il comune vermut rosso):
- The Alfonso
- Apple Dubonnet
- Arnaud's Special (New Orleans)
- Bartender
- Bentley
- Blackthorn Cocktail
- Dot-Roy
- Dubonnet Cassis
- Dubonnet Cocktail
- Dubonnet Daniella
- Dubonnet Delight
- Dubonnet Fizz
- Dubonnet Helado
- Dubonnet Highball
- Dubonnet Kiss
- Dubonnet Manhattan
- Dubonnet Negroni
- Dubonnet Royal
- Dubonnet TT
- Jack London Martini
- Opera Cocktail
- Phoebe Snow
- Red Moonlight
- Rum Dubonnet
- San Diego Cocktail
- Savoy Hotel Special
- Trois Rivieres
- Mummy Love
- Marble Hill
- Napoleon
- Karl-Gerhard
- Bossunova Belt
- Magic Juice
- The Queen Mother
- The Mexican
- Zaza